# Sun Ke (football)
Dans ce nom chinois, le nom de famille, Sun, précède le nom personnel.
Sun Ke (en chinois : 孙可), né le 26 août 1989 à Xuzhou en Chine, est un footballeur international chinois, qui évolue au poste de milieu offensif.

## Biographie

### Carrière en club
Le 18 juin 2015, il est transféré au Tianjin TEDA en Chinese Super League. Cependant, en raison de complications avec le sponsor du club Quanjian, le transfert est soudainement mis en attente et retourne au Jiangsu Sainty.
Le 12 janvier 2016, il rejoint le Tianjin Quanjian pour un montant de transfert de 66 millions de 
yuan (9 millions d'euros). Le 23 mars 2016, il fait ses débuts en China League One, et marque son premier but durant cette rencontre contre le Qingdao Huanghai (victoire 3-0).
Avec le club du Jiangsu Sainty, Sun Ke dispute 6 matchs en Ligue des champions, pour un but inscrit.

### Carrière internationale
Sun Ke compte 35 sélections et 7 buts avec l'équipe de Chine depuis 2013.
Il est convoqué pour la première fois en équipe de Chine par le sélectionneur national José Antonio Camacho, pour un match des éliminatoires de la Coupe d'Asie 2015 contre l'Irak le 22 mars 2013. Il commence la rencontre comme titulaire, et sort du terrain à la 75e minute de jeu, en étant remplacé par Yu Hanchao. Le match se solde par une victoire 1-0 des Chinois.
Le 21 juillet 2013, il inscrit son premier but en sélection contre le Japon, lors d'un match de la Coupe d'Asie de l'Est 2013. La rencontre se solde par un match nul de 3-3.
Il fait partie de la liste des 23 joueurs chinois sélectionnés pour disputer la Coupe d'Asie de 2015 en Australie, où son pays atteint les quarts de finale. Il dispute 3 rencontres durant le tournoi.

## Palmarès
- Avec le Jiangsu Sainty
  - Champion de Chine de D2 en 2008
  - Vainqueur de la Coupe de Chine en 2015
  - Vainqueur de la Supercoupe de Chine en 2013

- Avec le Tianjin Quanjian
  - Champion de Chine de D2 en 2016

## Statistiques

### Buts en sélection
Le tableau suivant liste tous les buts inscrits par Sun Ke avec l'équipe de Chine.